# Köpmangatan, Örebro

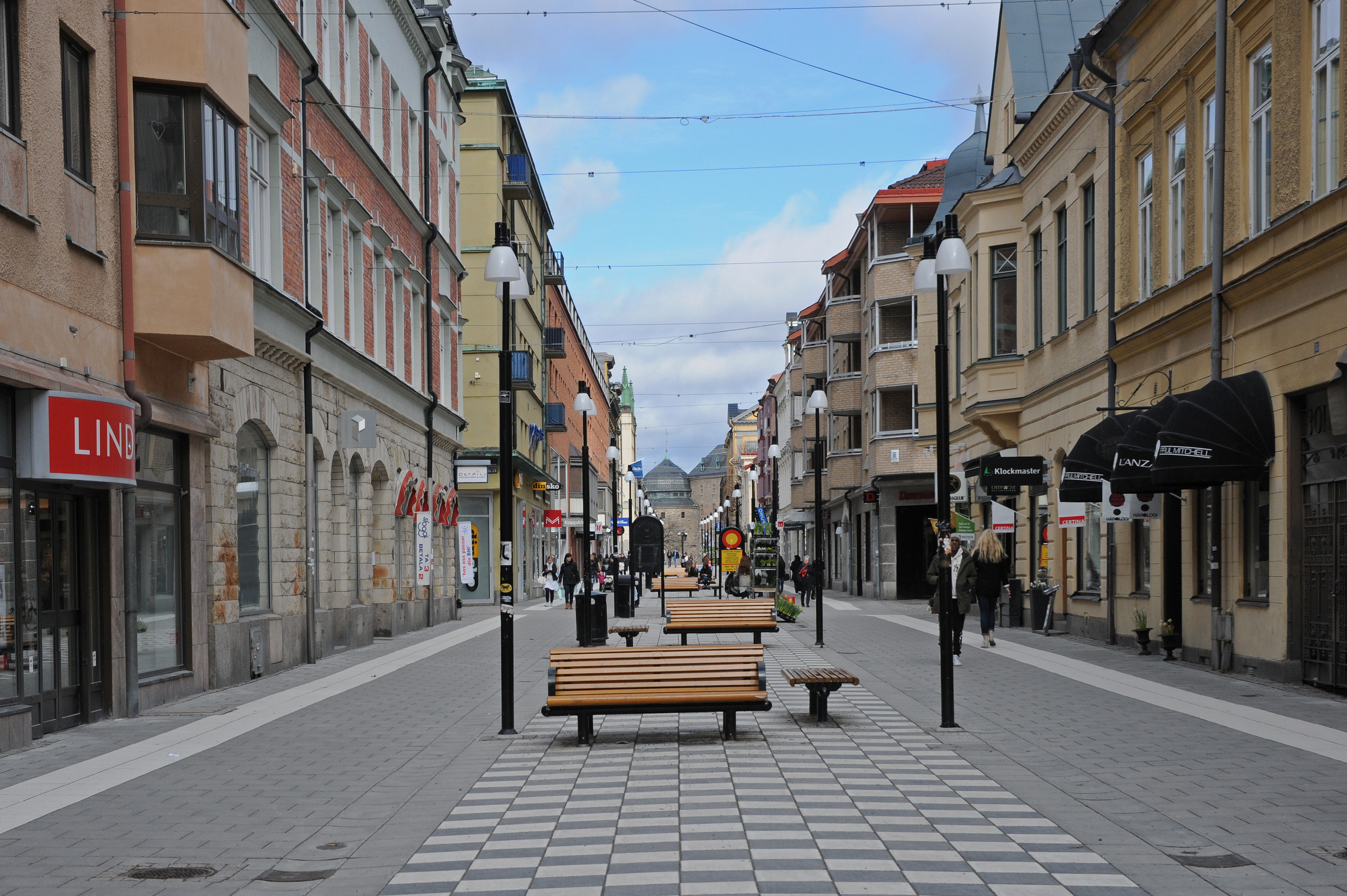
Köpmangatan mot norr

Köpmangatan går i nord-sydlig riktning genom centrala Örebro från Engelbrektsgatan vid Svartån i norr till Södra allén i söder. Mellan Stortorget och Rudbecksgatan är Köpmangatan gågata. Det finns många affärer längs denna del av gatan. Söder om Rudbecksgatan är Köpmangatan öppen för biltrafik.
Köpmangatan fick sitt namn år 1856. Tidigare hade olika delar av gatan haft olika namn, nämligen Westra Gärdesgatan, Trädgårdsgränd och del av Gamla gatan.

## Platser och gator från norr till söder
- Svartån med Kvarnplatsen och Örebro slott
- Engelbrektsgatan
- Gamla Riksbankshuset
- Varuhuset Kompassen
- Stortorget
- Våghustorget
- Rudbecksgatan
- Varuhuset Krämaren
- Södra allén